# Lollipop (chanson de Lil Wayne)
Pour les articles homonymes, voir Lollipop.
Singles de Lil Wayne
Push
(2008) A Milli
(2008)
Lollipop est une chanson du rappeur américain Lil Wayne extrait de son sixième album studio, Tha Carter III (2008). Le morceau en collaboration avec le rappeur Static Major est sorti en tant que premier single de l'album le 13 mars 2008. Le single s'est vendu à plus de 9 millions d'exemplaires aux États-Unis.

## Classement et certifications

### Classement hebdomadaire
| Classement (2008)              | Meilleure position |
| ------------------------------ | ------------------ |
| Allemagne (Media Control AG)   | 22                 |
| Australie (ARIA)               | 32                 |
| Autriche (Ö3 Austria Top 40)   | 44                 |
| Canada (Hot 100)               | 1                  |
| Danemark (Tracklisten)         | 33                 |
| France (SNEP)                  | 13                 |
| États-Unis (Hot 100)           | 1                  |
| États-Unis (R&B/Hip-Hop Songs) | 1                  |
| États-Unis (Pop Airplay)       | 5                  |
| États-Unis (Rap Songs)         | 1                  |
| Nouvelle-Zélande (RMNZ)        | 3                  |
| Norvège (VG-lista)             | 14                 |
| Pays-Bas (Nederlandse Top 40)  | 31                 |
| Royaume-Uni (UK Singles Chart) | 26                 |
| Suède (Sverigetopplistan)      | 29                 |
| Suisse (Schweizer Hitparade)   | 39                 |

### Classement de la décennie
| Classement (2000-2009) | Position |
| ---------------------- | -------- |
| États-Unis (Hot 100)   | 39       |

### Certifications
| Pays                                      | Certifications |
| ----------------------------------------- | -------------- |
| Nouvelle-Zélande (RIANZ)[réf. nécessaire] | Platine        |
| États-Unis (RIAA)                         | 9 * platine    |